# Howard Kelsey
Pour les articles homonymes, voir Kelsey.
Howard « Howie » Kelsey, né le 8 août 1957, à Vancouver, au Canada, est un ancien joueur canadien de basket-ball.

## Palmarès
- Finaliste du championnat des Amériques 1980
- 3e du championnat des Amériques 1984